# جرمی دنکوین
جرمی دنکوین (انگلیسی: Jérémy Denquin؛ زادهٔ ۱۸ مهٔ ۱۹۷۷) بازیکن فوتبال اهل فرانسه است.
از باشگاه‌هایی که در آن بازی کرده‌است می‌توان به باشگاه فوتبال کلرمون فوت، باشگاه فوتبال لو مان، باشگاه فوتبال لیل، و باشگاه فوتبال استاد رنس اشاره کرد.